# アマル・ベニクレフ
アマル・ベニクレフ（アラビア語: عمار بن خليف、ラテン語: Amar Benikhlef、1982年1月11日 - ）は、アルジェリアの柔道家。身長186cm。北京オリンピック90kg級銀メダリスト。

## 概要
2004年アテネオリンピックでは81kg以下級に出場したが初戦で敗退した。2008年北京オリンピックでは決勝でジョージアのイラクリ・チレキゼに1－2の判定で敗れるも、銀メダルを獲得した。
アフリカ柔道選手権大会では2004年81kg以下級金、2006年90kg以下級銅、2008年90kg以下級金、2010年90kg以下級金、2011年90kg以下級金、2012年90kg以下級銅。2010年のグランドスラムパリでは3位になった。
引退後はアルジェリア代表チームのコーチを務めることになった。さらには、IJFの殿堂入りを果たした。
2021年7月に日本武道館で開催された東京オリンピックでは、指導しているフェティ・ヌリンが初戦を勝つと2回戦でイスラエルのトハル・ブトブルと対戦するため、大会を棄権した。パレスチナ問題でパレスチナに政治的な支援を行っているヌリンは、「五輪に出場するため懸命に努力してきたが、パレスチナ問題はそれら全てよりも大きい」と語った。9月にIJFは、ヌリンとベニクレフが取った対応はオリンピック憲章への違反行為だとして、両者を10年間の資格停止処分に科した。IJFやその傘下組織が主催する全ての大会や活動に携わることが禁じられることになった。

## 主な戦績
- 2004年 - アフリカ選手権　優勝(81kg級)
- 2006年 - アフリカ選手権　3位
- 2007年 - アフリカ競技大会　2位
- 2008年 - アフリカ選手権　優勝
- 2008年 - 北京オリンピック　2位
- 2008年 - 嘉納杯　3位
- 2009年 - 地中海競技大会　3位(100kg級)
- 2010年 - グランドスラム・パリ　3位
- 2010年 - アフリカ選手権　優勝
- 2011年 - アフリカ選手権　優勝
- 2011年 - ミリタリーワールドゲームズ　3位
- 2011年 - パンアラブ競技大会　優勝
- 2012年 - アフリカ選手権　3位
- 2013年 - アフリカ選手権　3位